# Machaerota punctatonervosa
Machaerota punctatonervosa is een halfvleugelig insect uit de familie Machaerotidae. De wetenschappelijke naam van deze soort is voor het eerst geldig gepubliceerd in 1879 door Victor Antoine Signoret.